# French Camp
|  | Per a altres significats, vegeu «French Camp (Califòrnia)». |

French Camp és una població dels Estats Units a l'estat de Mississipi. Segons el cens del 2000 tenia 393 habitants.

## Demografia
Segons el cens del 2000, French Camp tenia 393 habitants, 68 habitatges, i 42 famílies. La densitat de població era de 153,3 habitants per km².
Dels 68 habitatges en un 26,5% hi vivien nens de menys de 18 anys, en un 54,4% hi vivien parelles casades, en un 4,4% dones solteres, i en un 36,8% no eren unitats familiars. En el 36,8% dels habitatges hi vivien persones soles el 17,6% de les quals corresponia a persones de 65 anys o més que vivien soles. El nombre mitjà de persones vivint en cada habitatge era de 2,43 i el nombre mitjà de persones que vivien en cada família era de 3,19.
Per edats la població es repartia de la següent manera: un 48,6% tenia menys de 18 anys, un 9,4% entre 18 i 24, un 13,5% entre 25 i 44, un 16,5% de 45 a 60 i un 12% 65 anys o més.
L'edat mediana era de 18 anys. Per cada 100 dones de 18 o més anys hi havia 96,1 homes.
La renda mediana per habitatge era de 26.250 $ i la renda mediana per família de 27.188 $. Els homes tenien una renda mediana de 13.750 $ mentre que les dones 12.813 $. La renda per capita de la població era de 5.047 $. Entorn del 17,1% de les famílies i el 64,5% de la població estaven per davall del llindar de pobresa.

## Poblacions properes
El següent diagrama mostra les poblacions més properes.